# 무함마드 라피크 타라르
무함마드 라피크 타라르(우르두어: محمد رفیق تارڑ, 영어: Muhammad Rafiq Tarar, 1929년 11월 2일~2022년 3월 7일)는 파키스탄의 정치인으로, 1998년 1월부터 2001년 6월까지 파키스탄의 제9대 대통령을 지냈다. 1991년부터 1994년까지 파키스탄 대법원의 수석재판관을 지냈으며, 1989년부터 1991년까지 라호르 고등법원의 제28대 대법원장을 지냈다.
타라르는 만디 바하우딘에서 태어나 1951년 펀자브 대학교 법학과를 졸업하고 이듬해 라호르 고등법원에서 변호사로 개업했다. 1966년에 그는 법학자로서의 경력을 추구했다. 타라르는 후에 파키스탄의 최고 법원에서 판사로 일했다. 65세에 은퇴한 후, 그는 나와즈 샤리프의 법률 고문으로 정치 경력을 시작했다. 타라르는 1997년 펀자브주 상원의원이 되었고 같은 해 PML-N에 의해 대통령 후보로 지명되었으나, 그의 지명서는 선거관리위원회 권한대행에 의해 거부되었다. M. A. 자파르와 아크타르 알리 쿠레시 변호사의 도움을 받은 변호사 이자즈 후세인 바탈비는 라호르 고등법원에서 자신의 거부에 이의를 제기했고, 전체 판사는 선거 위원회의 거부 명령을 제쳐두었고, 그는 선거인단의 457표 중 374표 차이로 대통령으로 선출되었다.
타라르는 특히 파키스탄 대법원 판사로서 자신의 정부의 해고를 불법적으로 합법화한 것에 자신을 비난한 전 총리 베나지르 부토로부터 반대자들에 의한 강한 비판과 함께 1998년 1월 취임하였다. 국가원수로서 타라르는 헌법 수정 제13조에 서명함으로써 파키스탄의 정부 체제를 반대통령제에서 의회 민주주의 체제로 바꾸었다. 그는 총리를 해임하는 예비 권력을 포기했고, 새로운 선거를 촉발하고 국회를 해산시켰다. 그는 또한 대통령직의 권한을 행정부에서 최고 권력자로 제한하는 헌법의 14번째와 15번째 개정안에 서명했다.
1999년 파키스탄 쿠데타가 일어나자 2001년 대통령직을 사임했다. 그는 1999년 10월 12일 쿠데타에 저항했고 지지하지 않았다. 그는 페르베즈 무샤라프 당시 최고 통치자에 의해 사임할 수 밖에 없었고 결국 2002년에 실시된 국민투표를 통해 무샤라프에 의해 계승되었다. 쿠데타로 정권을 잡은 지 20개월 후, 무샤라프 장군은 국가원수의 선서를 받아 대통령이 된 네 번째 군사 통치자가 되었다.

## 사법 및 정치 경력
타라르는 학업을 마친 후 곧 변호사로 경력을 시작했다. 1951년 그는 라호르 고등법원에 청원자로 등록했다. 그는 나중에 같은 법정에서 변호사로 일하기 시작했다. 그는 1960년대에 구지란왈라에 기반을 둔 법률 원조 회사를 설립했고 옹호에 뛰어났다. 1966년 타라르는 지방 법원에서 세션 판사로 승진하는 데 경쟁적인 시험을 통과한 후 사법 경력을 시작했다. 1971년 그는 펀자브 노동 법원의 의장이 되었다. 타라르는 1974년 10월 펀자브주의 최고 항소 법원인 라호르 고등 법원의 판사로 임명되었다.
타라르는 수십 년 동안 라호르 고등법원에서 판사로 근무했다. 그는 또한 자신이 펀자브를 대표했던 파키스탄 선거 위원회의 일원이었다. 1989년부터 1991년까지 라호르 고등법원의 제28대 대법원장으로 임명되었다. 그의 임명은 당시 대통령 굴람 이샤크 칸에 의해 최고사법위원회의 동의를 얻어 이루어졌다. 그는 1991년 1월부터 1994년 11월까지 파키스탄 대법원의 고위 판사로 재직했다. 그는 또한 파키스탄 대법원장의 후보자였지만 65세의 나이에 일찍 은퇴하고 정치 경력을 시작했다. 1994년 사법부에서 은퇴한 후, 타라르는 정치에 입문하여 당시 야당 지도자였던 나와즈 샤리프의 법률 고문과 측근으로서 정치 경력을 시작했다. 1997년 3월 그는 상원의원이 되었고 1997년 12월 사임할 때까지 파키스탄 상원에서 펀자브를 대표했다. 그는 같은 해 PML-N에 의해 대통령 후보로 지명되었고, 대통령 선거에서 역사적인 승리를 거두었다.

## 대통령직

### 헌법 개정
대통령이 된 타라르는 겸손하고 의례적인 인물로, 언론 매체를 피했고, 샤리프 가문의 충실한 하인이자 충성자로 남았다. 그는 대통령직의 권한을 제한하는 파키스탄 헌법 제13조, 제14조, 제15조 개정안에 기꺼이 서명했다.
파키스탄의 대통령은 1997년 헌법 수정 제13조에 따라 파키스탄 헌법의 진정한 정신에 따라 거의 전적으로 상징적으로 남아있는 모든 예비 권력을 제거하면서 서서히 제거된 대통령직은 파키스탄 헌법의 진정한 정신에 따라 대통령직은 본질적으로 거의 완전히 상징적인 것이 되었다.

### 사임
타라르는 나와즈 샤리프의 임명자였기 때문에 페르베즈 무샤라프 합참의장을 승진시킨 1999년 파키스탄 쿠데타를 지지하지 않았다. 따라서 파키스탄군은 타라르의 당파적 태도를 고려하여 5년의 임기 동안 대통령직을 유지하지 않기로 결정했다. 2001년 6월 21일, 무샤라프 장군은 2002년 법적 기본 명령을 시행했다. 무샤라프는 "무함마드 라피크 타라르가 즉각적인 효과로 대통령직을 수행하는 것을 중단했다"라는 단락을 읽으며 타라르를 제거했다.

## 사망
타라르는 정치에서 은퇴하고 라호르에 정착했고, 2022년 3월 7일 92세의 나이로 오랜 투병 끝에 사망했다.